# Chris Cage
Kris Pavone (ur. 2 maja 1980 w Youngstown) – profesjonalny wrestler. Bardziej znany z World Wrestling Entertainment (WWE), jako Caylen Croft. był częścią tag teamu Dude Busters, który współtworzył z Trentem Barretą. Obecnie walczy w federacjach niezależnych.
Pavone zadebiutował w 2001 roku pod pseudonimem Chris Cage. Po dwóch latach występowania w federacjach niezależnych podpisał kontrakt z  World Wrestling Entertainment (WWE) i został przeniesiony do Ohio Valley Wrestling (OVW). W OVW, wygrał Southern Tag Team Championship cztery razy (trzy razy z  Tankem Tolandem i raz z Mikiem Mizaninem) i Heavyweight Championship raz. Jego kontrakt z WWE wygasł w 2006 roku zanim podpisał go ponownie w 2008. Walczył w  FCW, gdzie wygrał Florida Tag Team Championship dwa razy, zadebiutował w jednym z głównych rosterów WWE, ECW w grudniu 2009.

## Kariera
Pavone zadebiutował w  2001 jako uczeń Danny'ego Davisa oraz Nicka Dinsmore'a. W ciągu dwóch lat, pojawił się w ECWA Super 8 Tournament w kwietniu 2003 i zaczął walczyć w Ohio Valley Wrestling (OVW) kilka tygodni później

## Życie prywatne
Pavone dorastał w Youngstown w Ohio. Był pod nadzorem Breta Harta i Shawna Michaelsa. Pavone uczęszczał na Uniwersytet w Youngstown, który ukończył z tytułem magistra.

## Osiągnięcia
- Florida Championship Wrestling
  - FCW Florida Tag Team Championship (2 razy) z Trentem Barretą (1) i Curtem Hawkinsem (1)[potrzebny przypis]
- Ohio Valley Wrestling
  - OVW Heavyweight Championship (1 raz)[2]
  - OVW Southern Tag Team Championship (4 razy) z – Tankiem Tolandem (3) i Mikiem Mizaninem (1)[3]
- Pro Wrestling Illustrated
  - PWI uznało go 133 z 500 najlepszych wrestlerów w 2004 roku[4]